# Ассанте, Арманд
Арма́нд Асса́нте (англ. Armand Assante, род. 4 октября 1949) — американский актёр.

## Биография
Арманд Энтони Ассанте-младший родился в Нью-Йорке в 1949 году в семье живописца Арманда Энтони Ассанте-старшего и его супруги, учительницы музыки и поэтессы Катерин Ассанте. Его отец имел итальянские корни, а предки матери были родом из Ирландии, в связи с чем будущий актёр воспитывался в католических традициях.
Его актёрский дебют состоялся в 1974 году в фильме «Лорды из Флэтбуша», а успеха он добился спустя пару лет, после ролей в сериалах «Как выжить в браке» и «Доктора». Популярности ему также добавила роль красивого француза Анри Алана Тремона, возлюбленного героини Голди Хоун, в комедии «Рядовой Бенджамин».
Также Ассанте исполнял роли знаменитых гангстеров: в фильме «Привычке жениться» он сыграл Багси Сигела (1987), в биографической драме о жизни профсоюзного лидера Джимми Хоффа (1992, с Джеком Николсоном в главной роли) он сыграл Кэрола «Долли» Д’Алессандро и, наконец, он исполнил роль Джона Готти в биографии босса семьи Гамбино (1996), которая принесла ему премию «Эмми» в номинации «Лучший актёр в мини-сериале или телефильме».
В 1987 году Ассанте сыграл Наполеона Бонапарта в мини-сериале «Наполеон и Жозефина», а Андрей Кончаловский предложил ему роль Одиссея в мини-сериале «Одиссея» по мотивам произведений Гомера (1997).
Другие примечательные роли Ассанте на большом экране были в фильмах «Короли мамбо» (1992), «Судья Дредд» (1995), «Гангстер» (2007), а также в телесериале «Морская полиция: Спецотдел».
Помимо работы в США, Ассанте сотрудничал и с европейскими режиссёрами из Македонии, Турции, Сербии, Румынии, Болгарии.
В 2007 году он сыграл Фридриха Ницше в экранизации романа Ирвина Ялома «Когда Ницше плакал».
С 1982 по 1994 год Ассанте был женат на актрисе Карен Макарн, ставшей матерью его двух дочерей Ани и Алессандры.

## Избранная фильмография
| Год       |    | Русское название                    | Оригинальное название                | Роль                       |
| --------- | -- | ----------------------------------- | ------------------------------------ | -------------------------- |
| 1974      | ф  | Лорды из Флэтбуша                   | The Lords Of Flatbush                | гость на свадьбе           |
| 1977      | с  | Коджак                              | Kojak                                | Том Райан                  |
| 1978      | ф  | Адская кухня                        | Paradise Alley                       | Ленни Карбони              |
| 1980      | ф  | Маленькие прелестницы               | Little Darlings                      | Гэри                       |
| 1980      | ф  | Рядовой Бенджамин                   | Private Benjamin                     | Анри Алан Тремон           |
| 1982      | ф  | Любовь и деньги                     | Love & Money                         | Лоренцо Прадо              |
| 1983      | тф | Ярость ангелов                      | Rage Of Angels                       | Майкл Моретти              |
| 1984      | ф  | Клянусь в неверности                | Unfaithfully Yours                   | Максимиллиан Стайн         |
| 1987      | с  | Наполеон и Жозефина                 | Napoleon and Josephine: A Love Story | Наполеон Бонапарт          |
| 1988      | с  | Джек-потрошитель                    | Jack the Ripper                      | Ричард Мэнсфилд            |
| 1990      | ф  | Вопросы и ответы                    | Q & A                                | Бобби Тексадор             |
| 1991      | ф  | Привычка жениться                   | The Marrying Man                     | Багси Сигел                |
| 1991      | тф | Лихорадка                           | Fever                                | Рэй                        |
| 1992      | ф  | Короли мамбо                        | The Mambo Kings                      | Сесар Кастильо             |
| 1992      | ф  | 1492: Завоевание рая                | 1492: Conquest of Paradise           | Габриэль Санчес            |
| 1992      | ф  | Хоффа                               | Hoffa                                | Кэрол «Долли» Д’Алессандро |
| 1993      | ф  | Смертельный инстинкт                | Fatal Instinct                       | Нед Рейвин                 |
| 1994      | тф | Слепое правосудие                   | Blind Justice                        | Кэнан                      |
| 1994      | ф  | Суд присяжных                       | Trial by Jury                        | Расти Пироне               |
| 1995      | ф  | Судья Дредд                         | Judge Dredd                          | Рико                       |
| 1995      | тф | Похищенный                          | Kidnapped                            | Алан Брек Стюарт           |
| 1996      | ф  | Стриптиз                            | Striptease                           | лейтенант Эл Гарсия        |
| 1996      | тф | Готти                               | Gotti                                | Джон Готти                 |
| 1997      | с  | Одиссея                             | The Odyssey                          | Одиссей                    |
| 2000      | мф | Дорога на Эльдорадо                 | The Road to El Dorado                | Цекель-Кан                 |
| 2000      | тф | На последнем берегу                 | On The Beach                         | капитан Дуайт Тауэрс       |
| 2005      | ф  | Смерть online                       | Dot.Kill                             | детектив Чарли Дейнс       |
| 2005      | ф  | Зеркальные войны. Отражение первое  | Зеркальные войны. Отражение первое   | Йорк                       |
| 2005      | ф  | Деньги на двоих                     | Two for the Money                    | Новиан                     |
| 2006      | с  | Скорая помощь                       | ER                                   | Ричард Эллиот              |
| 2007      | ф  | Когда Ницше плакал                  | When Nietzsche Wept                  | Фридрих Ницше              |
| 2007      | с  | Морская полиция: Спецотдел          | NCIS                                 | Рене Бенуа                 |
| 2007      | ф  | Гангстер                            | American Gangster                    | Доминик Каттано            |
| 2009      | ф  | Парниковый эксперимент              | The Steam Experiment                 | детектив Манчини           |
| 2009      | ф  | Линия                               | La linea                             | Падре Антонио              |
| 2010      | с  | Живая мишень                        | Human Target                         | Жубер                      |
| 2010      | ф  | Убийство в Вегасе                   | Magic Man                            | Тейпер                     |
| 2010      | с  | Чак                                 | Chuck                                | премьер Алехандро Гойя     |
| 2013      | ф  | Одним меньше                        | Dead Man Down                        | Лон Гордон                 |
| 2015      | с  | Закон и порядок: Специальный корпус | Law & Order: Special Victims Unit    | Николас Амаро              |
| 2018—2019 | с  | Двойка                              | The Deuce                            | мистер Мартино             |
| 2019      | ф  | Последний бросок                    | Lazarat                              | Франк Педулла              |